# 小行星25422
小行星25422（25422 Abigreene）是一颗绕太阳运转的小行星，为主小行星带小行星。该小行星于1999年11月19日发现。

## 轨道参数
小行星25422的轨道半长轴为348 506 051 km，2.3295859 UA，离心率为0.1440655。